# Paac Ciinak
Paac Ciinak es un lugar designado por el censo ubicado en el condado de Shawano en el estado estadounidense de Wisconsin. En el Censo de 2020 tenía una población de 83 habitantes y una densidad poblacional de 32,05 habitantes por km².
La comunidad se encuentra en el oeste del condado, en tierras de la Nación Ho-Chunk de Wisconsin. Fue incluido como CDP en el censo de 2020.

## Geografía
Paac Ciinak se encuentra ubicado en las coordenadas 44°51′21″N 89°9′30″O / 44.85583, -89.15833. Según la Oficina del Censo de los Estados Unidos, tiene una superficie total de 2,59 km², todos correspondientes a tierra firme.